# Sand

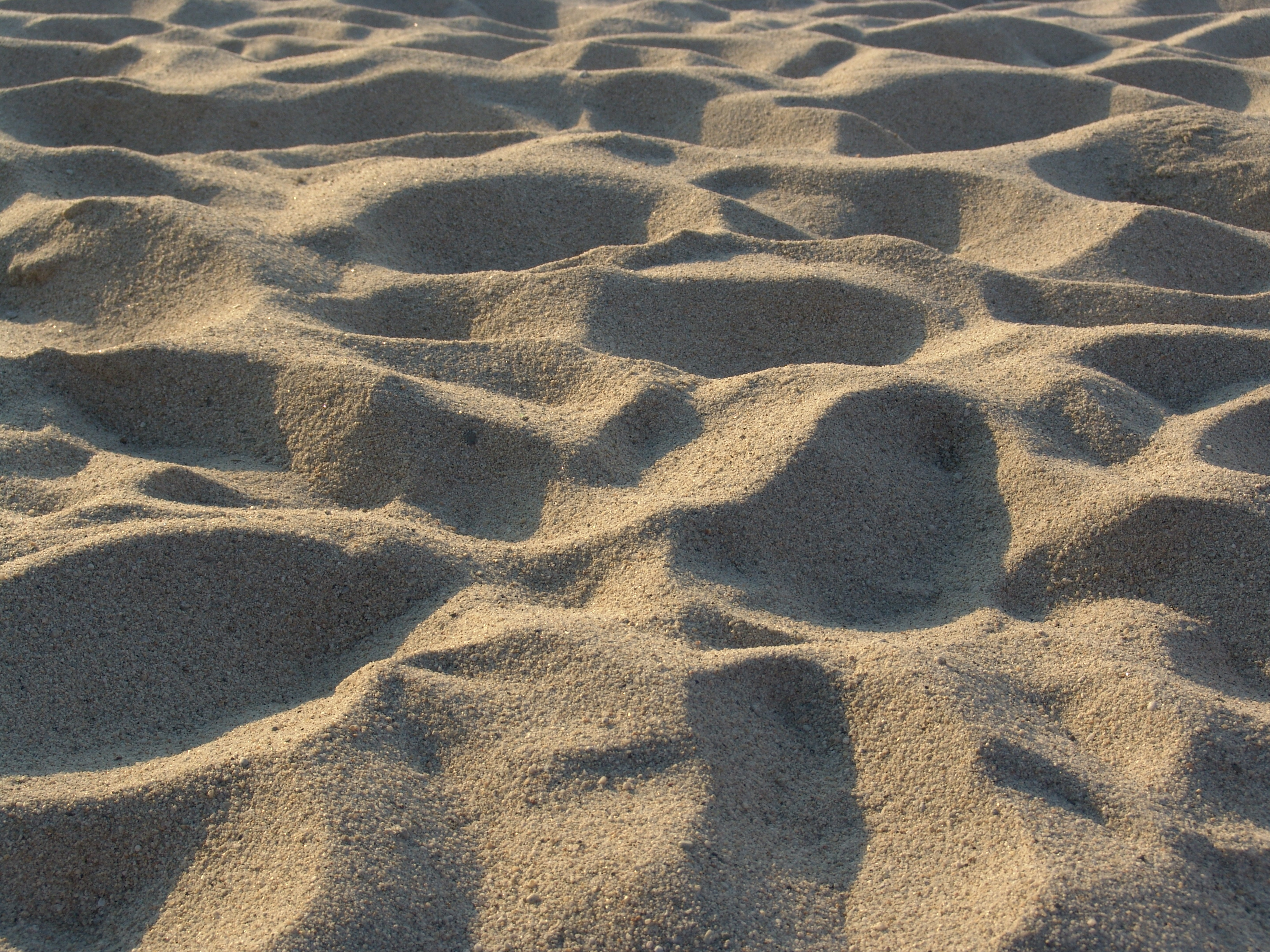
Sand på en sandstrand i Kalabrien.

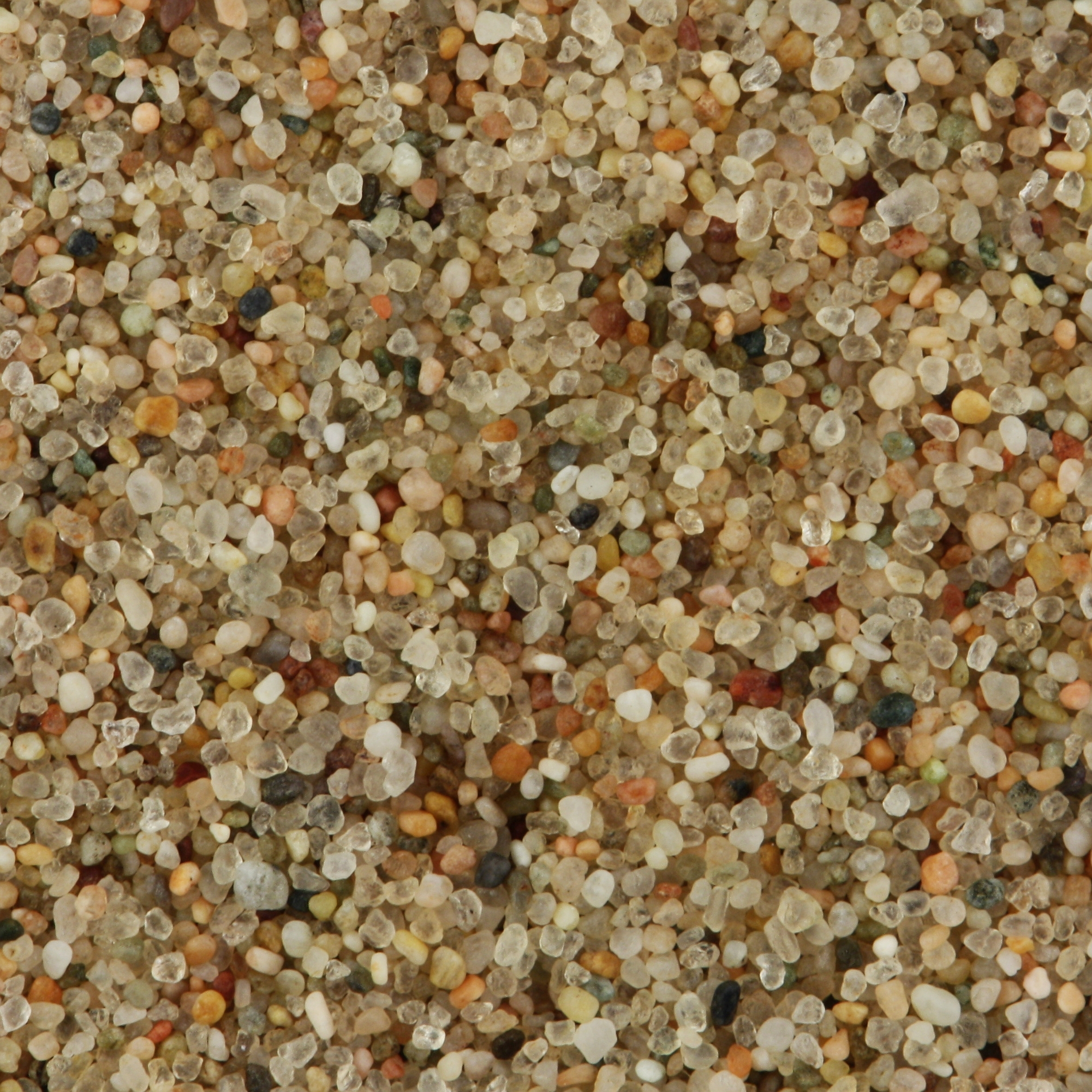
Närbild (1×1 cm) av sand från Gobiöknen i Mongoliet.

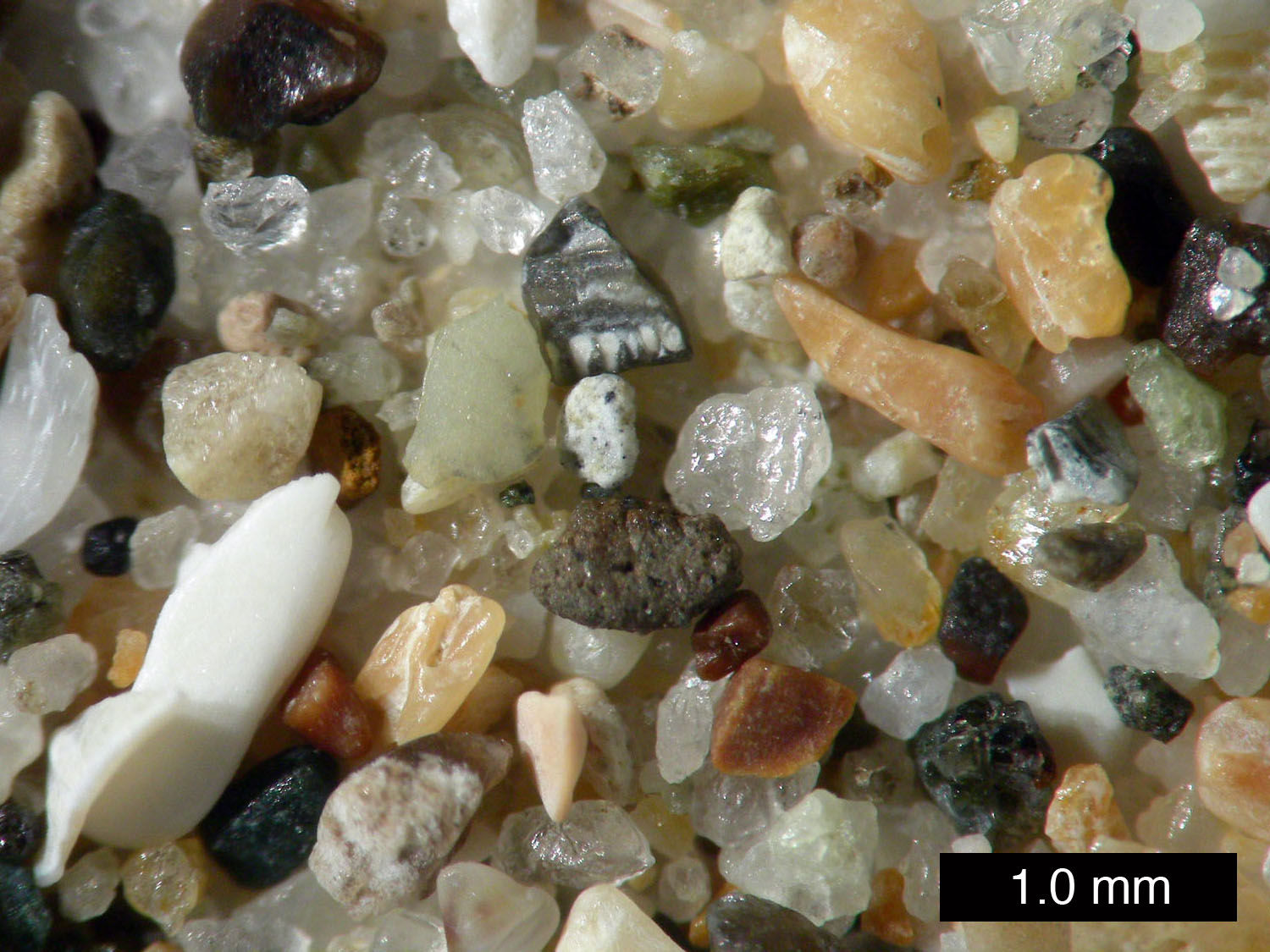
Sand från Pismo Beach, Kalifornien. Sanden består i detta fall huvudsakligen av kvarts, hornsten, magmatisk bergart och bitar av snäckskal.

Sand är ett finkornigt granulärt material från bergarter som vanligen huvudsakligen består av kiseldioxid och silikater. Den tekniska definitionen av sand är ett naturligt bildat material med en kornstorlek från 0,063 mm till 2,0 mm diameter. Om kornstorleken är större än 2 mm kallas materialet för grus och om den är mindre än 0,063 mm kallas materialet för silt.
Sand förekommer naturligt på ställen där väder och vind haft lång tid på sig att nöta ner urberget. Sådana platser är exempelvis stränder och öknar. Genom frostsprängning och nötning har sand även bildats under istidernas avsmältningsperioder då stora ismassor och smältvattenströmmar skapade bland annat sand- och rullstensåsar. Sand ingår oftast som en beståndsdel i moränmark, tillsammans med finare och grövre korn.
Sandjordar ger god dränering men dåligt med näring till växter.

## Användningsområden
Ett stort användningsområde för sand är för framställning av betong. Genom snabb och kraftig upphettning av sand framställs glas. Andra exempel är vägsand för halkbekämpning på vägar, i sandlådor såsom leksandlådor och som kattsand för tamkatters avföringsplats.
Vatten som sipprar genom sand blir renare och mer drickbart eftersom den stora sammanlagda ytan på alla sandkorn kan binda stora mängder småpartiklar ur vattnet. Detta fenomen utnyttjas av en del vattenreningsverk i Sverige, bland annat i Södertälje.
Beroende på användningsområde ställs olika krav på sandens kornstorlek, kemiska sammansättning och renhet.

## Kornstorlek
I gällande svensk och europeisk standard för kornstorlekar (SS-EN ISO 14688-1) omfattar sand intervallet 0,063-2 mm. Baserat på kornstorleken kan sand delas upp i grovsand (0,63–2 mm), mellansand (0,2–0,63 mm) och finsand (0,063–0,2 mm).
I äldre svensk terminologi (Atterbergs korngruppsskala) omfattade sand 0,2-2 mm, medan 0,06-0,2 mm betecknades grovmo.